# バルトシュ・スリシュ
バルトシュ・スリシュ（ポーランド語: Bartosz Slisz、1999年3月29日 - ）は、ポーランド・リブニク出身のプロサッカー選手。メジャーリーグサッカー・アトランタ・ユナイテッド所属。ポーランド代表。ポジションはミッドフィールダー。